# Ezra Orion
Ezra Orion (Beit Alfa, 1934) is een Israëlische beeldhouwer.

## Leven en werk
Orion werd geboren in de kibboets Beit Alfa, maar groeide op in Ramat Yohanan. Hij studeerde eerst aan de Bezahel Academy of Art and Design in Jeruzalem, waarna hij van 1964 tot 1967 verder studeerde aan de Saint Martins School of Art en ten slotte aan het Royal College of Art in Londen. In 1967 had hij zijn eerste solo-expositie in het Museum of Art, Ein Harod en het Museum of Modern Art in Haifa.
De kunstenaar woonde en werkte van 1967 tot 2000 in de kibboets Sde Boker in de Negev. Zijn werken, bestaande uit monumenten, installatiekunst en land art-projecten, bevinden zich in geheel Israël.

## Werken (selectie)
- Sculpture (1966), Billy Rose Art Garden van het Israel Museum in Jeruzalem
- Golan Memorial (1968/72), Gadot op de Golan Hoogvlakte
- Jacob's Ladder (1977/80), Herzog Boulevard in Jeruzalem
- Stone Line (1980), Negev
- Desert Twins (1990), Yerucham
- The Situation of Man (1991), nabij de Dode Zee
- Vertical Power-Field (1997), Beër Sjeva

## Fotogalerij

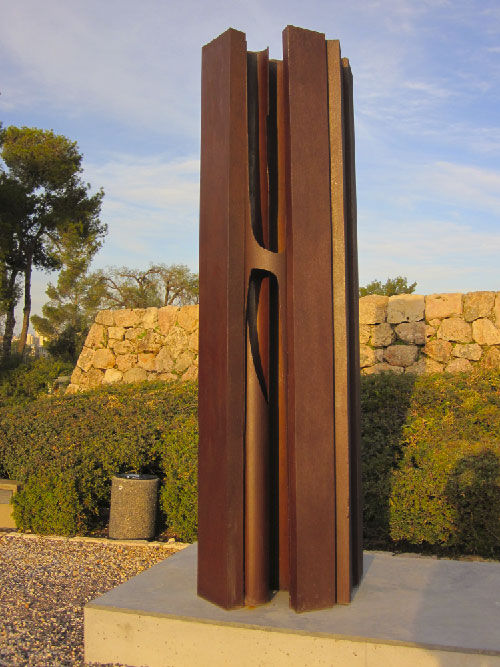
Sculpture (1966), Israel Museum
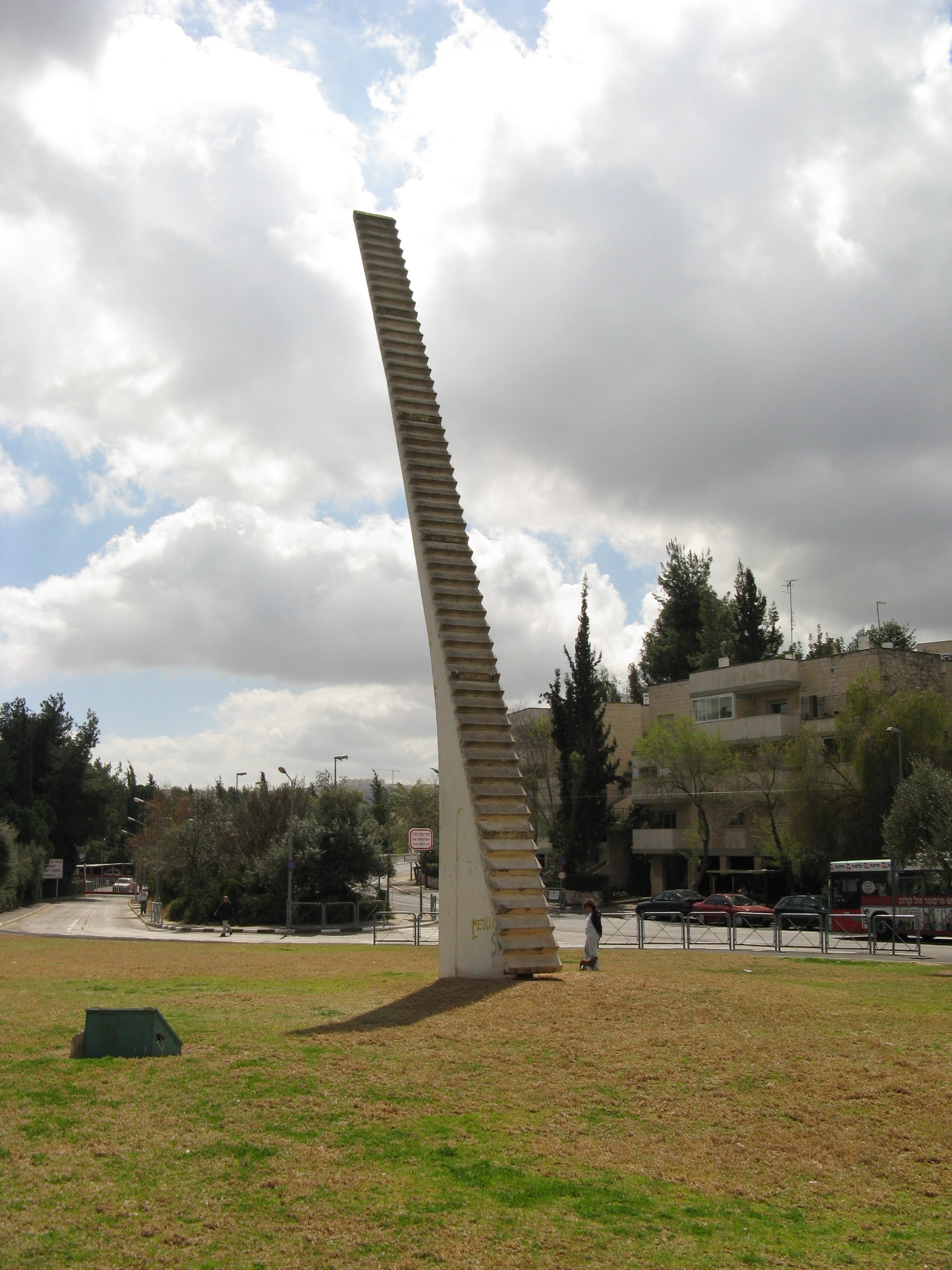
Jacob's Ladder
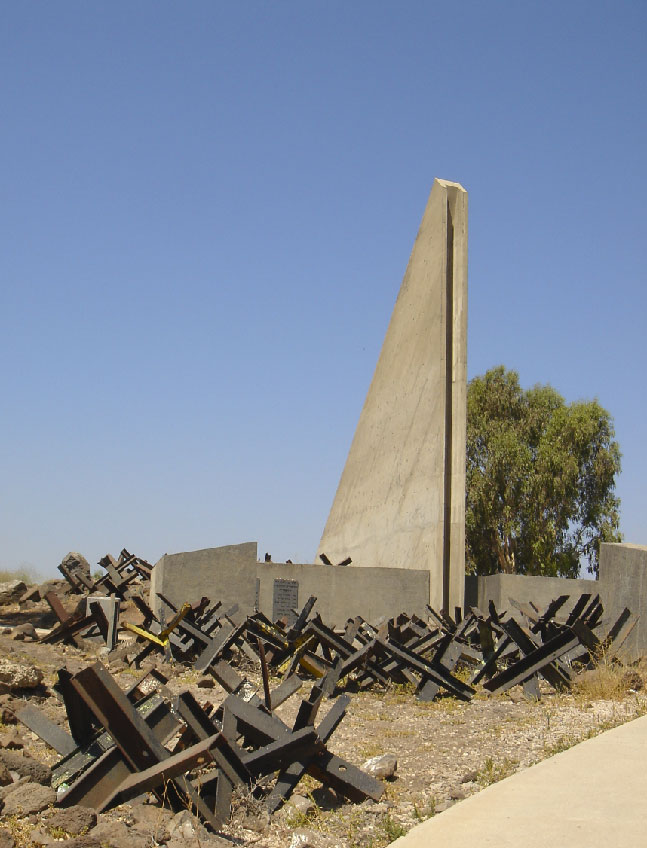
Golan Memorial (1968/72)
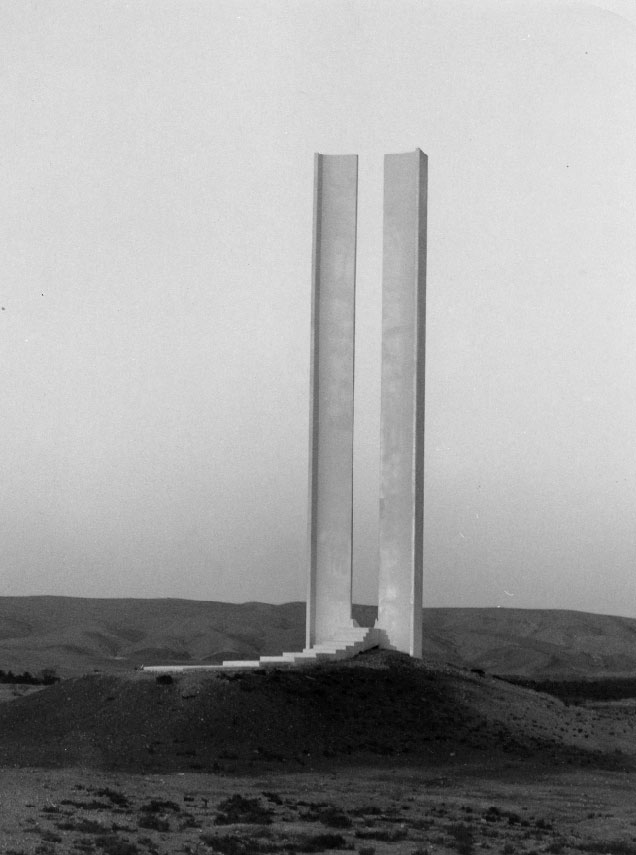
Desert Twins (1990)
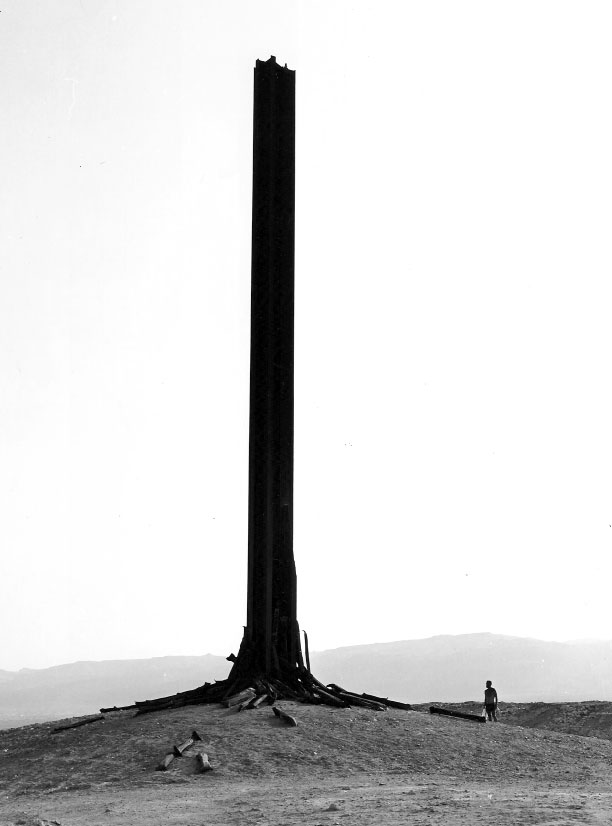
The Situation of Man (1991)
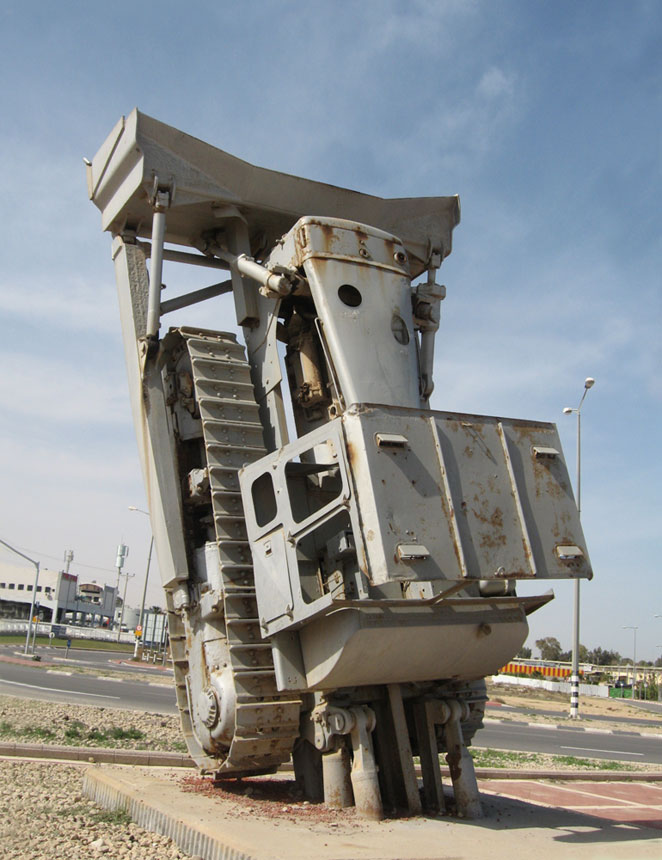
Vertical Power-Field (1997)